# محمد اعظم ددمری
خواجه محمد اعظم بن خیرالزمان کشمیری دِدمَری (۱۱۰۳–۷۹/۱۶۹۱–۱۷۶۵) تاریخدان، شاعر و صوفی پارسی‌نویس اهل کشمیر بود.
وی نویسنده کتابی به زبان پارسی دربارهٔ تاریخ کشمیر به نام «واقعات کشمیر» است. کتاب وی به زبان اردو هم ترجمه شده‌است. ددمری در شعر، «اعظم» تخلص می‌کرد هرچند هیچ‌یک از سروده‌های او به‌جا نمانده‌اند.

## پیشینه
او در ددمر در منطقه سرینگر به‌دنیا آمد و از نوجوانی در مدرسه ملاعبید و عبدالرزاق در سرینگر دانش‌های سنتی اسلامی را آموخت. او به عنوان شاعری جوان از راهنمایی‌های نورالدین شارق (مرگ: ۱۱۲۷/۱۷۱۴) بهره برد و بعدها با محمدرضا مشتاق کشمیری (مرگ: ۱۱۴۳/۱۷۳۰) و ملا عبدالحکیم ساطع (۱۱۴۳/۱۷۳۰) تحصیل علم کرد.
محمد اعظم ددمری در سال ۱۱۱۹/۱۷۰۶ به طریقت نقشبندی پیوست و به مدت دوازده سال تحت راهنمایی ملا محمدمراد نقشبندی (مرگ: ۱۱۳۱/۱۷۱۸) قرار داشت.
وی در ددمر به خاک سپرده شد.

## آثار
- واقعات کشمیر
- فیض مراد
- رساله فوائد الرضا
- رساله فراق‌نامه
- قوائدالمشایخ
- رساله اثبات‌الجبر
- تجربت‌الطالبین
- اشجار القُلد
- ثمرات‌الاشجار